# Orthosia discomaculata
Orthosia discomaculata là một loài bướm đêm trong họ Noctuidae.